# Спорное (Житомирская область)
Спорное (укр. Спірне) — село на Украине, находится в Радомышльском районе Житомирской области.
Код КОАТУУ — 1825084903. Население по переписи 2001 года составляет 43 человека. Почтовый индекс — 12200. Телефонный код — 4132. Занимает площадь 0,224 км².

## Адрес местного совета
12216, Житомирская область, Радомышльский р-н, с.Крымок, ул.Центральная, 1